# Raymond Gilbert
Raymond-Lucien-Théophile Gilbert est un pharmacien et un homme politique français né le 31 mars 1878 à Chartres, en Eure-et-Loir, et mort le 16 septembre 1956 dans cette même ville.

## Biographie
Maire de Chartres entre 1935 et 1944, il se présente, en 1938, aux élections sénatoriales aux côtés du conseiller général et maire de Sours, Jacques Gautron, sous l'étiquette vague de Républicains de gauche indépendants et d'union nationale, opposés à des sortants tous issus de la Gauche démocratique radicalisante. Tous deux sont élus et rejoignent le même groupe centriste de l'Union démocratique et radicale, expression sénatoriale de la nébuleuse des Radicaux indépendants.
Le 10 juillet 1940, il ne prend pas part au vote sur la remise des pleins pouvoirs au Maréchal Pétain et se retire définitivement de la vie parlementaire.

## Sources
- « Raymond Gilbert », dans le Dictionnaire des parlementaires français (1889-1940), sous la direction de Jean Jolly, PUF, 1960 [détail de l’édition]